# Список умерших в 785 году

## Январь
- 10 января — Амазасп Арцруни, первый князь из рода Арцруни.

## Август
- 27 августа — Мухаммад ибн Мансур аль-Махди (41), багдадский халиф (775—785), третий халиф из династии Аббасидов.

## Октябрь
- 5 октября — Отомо-но Якамоти, японский поэт.

## Дата смерти неизвестна или требует уточнения
- Ар-Раби ибн Юнус, государственный деятель Аббасидского халифата.
- Лю Чанцин, китайский поэт.
- Маэл Дуйн мак Фергуса, король Лагора (Южной Бреги) (778—785).
- Нафи аль-Мадани, выдающий знаток Корана и передатчик хадисов, имам чтецов Медины, один из семи имамов, с именами которых связаны самые надежные традиции чтения Корана (кираатов).
- Руайдри мак Фаэлайн, король Лейнстера (776—785).
- Тачат, византийский военачальник.
- Феофил Эдесский, переводчик Гомера с греческого на сирийский язык, главный астролог аббасидского халифа аль-Махди (775—785).
- Хэберт, король Кента (764—785).
- Янь Чжэньцин, ведущий каллиграф, поэт и чиновник империи Тан.